# ریحانه پارسا
ریحانه جوادی پارسا (زادهٔ ۱ اسفند ۱۳۷۷) بازیگر ایرانی است. او نخستین فعالیت حرفه‌ای خود را با نقش‌آفرینی در مجموعه پدر (۱۳۹۷) آغاز کرد و برای این نقش نامزد دریافت جایزۀ حافظ در رشتهٔ بهترین بازیگر زن درام شد.

## زندگی
ریحانه جوادی پارسا در ۱ اسفند ۱۳۷۷ در محلهٔ یوسف‌آباد تهران به دنیا آمد. او در رشتهٔ نمایش از هنرستان دیپلم گرفت. او در ۲۱ سالگی با مهدی کوشکی وارد رابطه شد، و کمتر از یک سال بعد از وی جدا شد.

## فعالیت حرفه‌ای
فروردین ۱۳۹۸، پارسا مهمان برنامهٔ خندوانه بود. میان‌برنامه‌ای که او به همراه سینا مهراد در آن شرکت کرد از لحاظ بازتاب در شبکه‌های اجتماعی و تعداد بینندگان تلوبیون رکورددار شد. بهمن ۱۳۹۷ هم در برنامهٔ خیابان جام جم حضور یافت و پس از پخش صحنه‌هایی از سریال پدر، اشک در چشمانش حلقه زد. اولین حضور پارسا در گفتگوهای تلویزیونی در برنامهٔ ایرانیوم در مرداد ۱۳۹۷ صورت گرفت.
حامد عنقا و بهرنگ توفیقی به خاطر انتخاب پارسا برای ایفای نقش لیلا در سریال پدر که آن زمان فردی ناشناخته بود تحسین شده و کارشان «ستاره‌سازی» خوانده شده است. به عقیدهٔ آرش خوشخو، منتقد فیلم، نقش‌آفرینی پارسا در خوب، بد، جلف ۲ «نقطهٔ ضعف فیلم» بوده و او «به کلیت فیلم ضربه زده است». او فیلم کوتاهی به نام زمان یک ماهی را منتشر خواهد کرد که اولین تجربه کارگردانی او خواهد شد.

## در رسانه‌ها
| reyhane parsa | توییتر |
| @reyparsa     |        |

             یا بنویس
حق طلاق میدید به زنهاتون بعد اسم خودتون رو هم گذاشتید مرد ؟
ایموجی هم نزار😤
         

        ۱۴ مه ۲۰۲۰

پارسا در شبکه‌های اجتماعی حاشیه‌هایی ایجاد کرد که باعث شده او را به خامی و تلاش برای دیده شدن متهم کنند. پس از پایان سریال پدر، بلافاصله تمامی عکس‌هایش از نقش‌آفرینی در این سریال را از صفحهٔ اینستاگرامش حذف کرد و عکس‌هایی «با ظاهری متفاوت» مشابه عکس‌های مدل‌ها منتشر کرد. او نوشت: «من، ریحانه پارسا دختری که از الان تا همیشه اگر کسی میشناستش به واسطهٔ سریال پدر هست (این رو هیچ وقت یادش نمیره) از همین پست میگم اگر این روزها عکسی دیده شده که فرق زیادی با تصویر این ماه‌های اخیر داره بی هیچ جبهه‌گیری خاصی و موضع داشتن بوده و هست، صرفاً توجیهی است که ریحانه هیچ شباهت (ظاهری) به لیلای دیده شده نداره!» او به علت انتقادهای فراوان، صفحهٔ اینستاگرامش را از حالت عمومی خارج کرد و امکان نظردهی را سلب کرد. روزنامهٔ کیهان رفتارهای او را «سوءاستفاده از صداوسیما»، «نامتعارف»، و «هنجارشکنی» خواند و او به گفتهٔ خود شش ماه ممنوع‌الکار شد. پس از انتشار خبر ازدواجش با مهدی کوشکی، توئیتی منتشر کرد که از مردان می‌خواست حق طلاق را به زنانشان ندهند. پارسا در توئیتر نوشت: «حق طلاق میدید به زنهاتون بعد اسم خودتون رو هم گذاشتید مرد ؟»
حرکات ریحانه پارسا پس از اکران فیلم خوب، بد، جلف ۲ در جشنوارهٔ فیلم فجر ۱۳۹۸ واکنش‌های متفاوتی را برانگیخت. برخی او را به فرصت‌طلبی برای جلب توجه متهم کردند و برخی در دفاع از پارسا، انتقادها را ناشی از جنسیت‌زدگی دانستند.
او در یک لایو اینستاگرامی حجاب خود را که یک کلاه بود از سر برداشت و مدعی شد چون طول موهایش کمتر از دو سانتیمتر است، «هنوز» قوانین جمهوری اسلامی ایران را نقض نکرده است.

## فیلم‌شناسی

#### سینما
| سال  | نام                      | کارگردان       | نقش     |
| ---- | ------------------------ | -------------- | ------- |
| ۱۳۹۸ | خوب، بد، جلف ۲: ارتش سری | پیمان قاسم‌خانی | آناهیتا |
| ۱۳۹۹ | هاوایی                   | بهمن گودرزی    | طلا     |
| ۱۳۹۹ | کوسه                     | علی عطشانی     | صنم     |
| ۱۴۰۰ | گشت ارشاد ۳              | سعید سهیلی     | مهوش    |
| ۱۴۰۱ | زمان یک ماهی             | ریحانه پارسا   |         |

#### تلویزیون
| سال  | نام | کارگردان     | نقش  | شبکه    |
| ---- | --- | ------------ | ---- | ------- |
| ۱۳۹۷ | پدر | بهرنگ توفیقی | لیلا | شبکه دو |

#### تئاتر
- کروکی[۲۵]
- فردریک[۲۶]
- اولئانا[۲۷]
- لیگ قهرمانان مرحله گروهی[۲۸]
- هفت شهر عشق[۲۹]

#### موزیک ویدئو
| سال  | عنوان             | هنرمند       | نقش | منا.   |
| ---- | ----------------- | ------------ | --- | ------ |
| ۲۰۲۰ | «بارون دلم خواست» | شادمهر عقیلی |     | [ ۳۰ ] |
| ۲۰۲۱ | «عادت»            | پویان مختاری |     |        |

## ترانه‌شناسی
- «در دیگر» (پویان مختاری و نسیم)

## جوایز و افتخارات
| جشن/جایزه         | سال  | رشته                  | اثر | نتیجه    |
| ----------------- | ---- | --------------------- | --- | -------- |
| نوزدهمین جشن حافظ | ۱۳۹۸ | بهترین بازیگر زن درام | پدر | نامزدشده |